# Joe Sewell
Pour les articles homonymes, voir Sewell.
Joseph Wheeler Sewell (né le 9 octobre 1898 à Titus, Alabama et mort le 6 mars 1990 à Mobile, Alabama) est un joueur américain de baseball, élu au Temple de la renommée du baseball en 1977.
Il évolue dans la Ligue majeure de baseball comme joueur de champ intérieur pour les Indians de Cleveland de 1920 à 1930, puis pour les Yankees de New York de 1931 à 1933.
Avec un retrait sur prises toutes les 63 présences au bâton en moyenne (114 sur 7 132) en carrière, Sewell détient toujours ce record en Ligue majeure. Du 19 mai au 19 septembre 1929, il traverse une séquence record de 115 matchs consécutifs et 516 passages au bâton sans être retiré sur des prises.

## Carrière

### Professionnelle
Joe Sewell débute chez les Indians de Cleveland un mois avant le titre en Série mondiale 1920. Il devient pleinement titulaire la saison suivante.
Arrêt-court lors de la première moitié de sa carrière, il devient ensuite joueur de deuxième ou de troisième but à partir de 1929.
Après onze saisons passées à Cleveland, Sewell termine sa carrière sous l'uniforme des Yankees de New York avec lesquels il remporte la Série mondiale 1932.
Il reste chez les Yankees pendant deux saisons comme instructeur puis rejoint les Indians de Cleveland ou il devient recruteur après avoir été entraîneur de l'équipe de l'université de l'Alabama.
Il est intronisé au Temple de la renommée du baseball en 1977.